# T2 (betalningssystem)
T2, formellt Transeuropeiska automatiserade systemet för bruttoavveckling av betalningar i realtid (engelska: Trans-European Automated Real-time Gross Settlement Express Transfer System, Target), är ett system för bruttoavveckling av betalningar i euro i realtid inom euroområdet. T2 syftar till att stödja Eurosystemets monetära politik, minimera riskerna på betalningsmarknaden och säkerställa en effektiv hantering av betalningar i euro.
Systemet ägs och drivs av Eurosystemet och består av nationella delsystem som varje nationell centralbank inom euroområdet ansvarar för. Europeiska centralbanken har ett övergripande ansvar för systemets utformning, medan Deutsche Bundesbank, Banque de France, Banca d'Italia och Banco de España ansvarar för driften av den tekniska plattformen. Betalningstransaktioner i T2 genomförs löpande med centralbankspengar och med omedelbar verkställighet. Det finns ingen övre eller nedre gräns för hur stora belopp som kan överföras vid en enskild betalning.
Det ursprungliga Target-systemet togs i drift den 4 januari 1999, under den första bankdagen efter införandet av euron. Systemet ersattes den 19 november 2007 av Target2, som baserade sig på en gemensam delad plattform kallad SSP. Den 20 mars 2023 ersattes Target2 i sin tur av T2, som baserar sig på standarden ISO 20022.
Utöver centralbankerna kan även andra banker och kreditinstitut ansluta sig till T2. Under 2023 var mer än tusen banker och kreditinstitut anslutna till systemet och på en femdagarsperiod hanterade T2 transaktioner av ett totalt värde motsvarandes hela euroområdets BNP.